# Subtiloria villosa
Subtiloria villosa är en insektsart som först beskrevs av Lucien Chopard 1967.  Subtiloria villosa ingår i släktet Subtiloria och familjen syrsor. Inga underarter finns listade i Catalogue of Life.